# L'amant de Lady Chatterley (novel·la)
L'amant de Lady Chatterley és una novel·la escrita per D.H. Lawrence que va ser publicada l'any 1928. Va ser l'última creació de l'autor abans que morís de tuberculosi l'any 1930 i es va convertir en la seva obra més controvertida, però també en la més recordada.
Es va publicar en una edició limitada el 1928 a Florència i el 1929 a París. Ara bé, fins al 1959 no es va aixecar la prohibició sobre el llibre als Estats Units i fins al 1960 no es va publicar una versió sense censura de l'obra al Regne Unit.

## Contingut
Constance (Connie) Chatterley està casada amb Sir Clifford, un ric terratinent que és paraplègic i està profundament absorbit pels seus llibres i per la seva propietat, Wragby.
Després de tenir una aventura força decebedora amb Michaelis, un dramaturg, la Connie es comença a interessar per l'Oliver Mellors, el guardabosc de la finca, el qual desperta les seves passions i amb qui manté una tòrrida relació.
Sir Clifford va quedar paraplègic a la guerra. Això, i el fet de no ser massa afectuós amb la Constance, propicia que la parella s'allunyi emocionalment. A causa de la seva frustració sexual, la Constance té una aventura amb Oliver Mellors, el guardabosc i, per tant, un home de classe obrera. D.H. Lawrence sempre remarca que, tot i que Mellors pertany a la classe obrera, té gustos literaris refinats i és un observador que pivota entre els dos mons: el de la classe obrera, "vulgar" i que utilitza dialecte, i el de les elits aristocràtiques, del qual no forma part, però que coneix perquè va fer carrera a l'exèrcit. Així doncs, Mellors és un home solitari que no es troba còmode en cap dels dos llocs.
A la història també hi ha un contrast entre l'anomenat "la vella Anglaterra" (rural, bucòlica, pastoral, i estèticament bella) i "la nova Anglaterra", caracteritzada per la industrialització, que comporta la destrucció de camps i la demolició de castells per construir pobles miners estèticament lletjos.

## Censura
Des de la seva publicació limitada l'any 1928, es van escampar rumors sobre el contingut immoral del llibre, cosa que va produir una gran indignació al Regne Unit, als Estats Units i en altres parts del continent europeu. Ben aviat la novel·la es va fer famosa per les seves descripcions explícites dels actes sexuals i per la relació amorosa entre dos personatges pertanyents a diferents classes socials: una dona de classe alta i un home de la classe treballadora. Tot i això, potser el que resultava més escandalós en aquella època era el retrat que l'autor feia del plaer sexual femení. La novel·la de D.H. Lawrence va ser censurada en diversos països, entre els quals Regne Unit, Estats Units, Índia, Austràlia, Canadà i el Japó, entre d'altres. L'any 1932, dos anys després de la mort de l'autor, es van publicar versions molt censurades de l'obra als Estats Units i al Regne Unit.

### Regne Unit
A Anglaterra, la versió sense censura de l'obra no va estar disponible fins al 1960, any en què Penguin Books va fer un pas endavant i la va publicar al Regne Unit, fet pel qual l'editorial va ser demandada. No obstant això, aquesta primera edició de la novel·la es va esgotar en les llibreries de tot Anglaterra, i en el seu primer dia de publicació es van vendre un total de 200.000 còpies.
En aquell moment, el Regne Unit ja tenia en vigor la Llei de Publicacions Obscenes del 1959, presentada pel polític Roy Jenkins, que deia que els editors podien ser excusats de càstig si eren capaços de demostrar que l'obra que havien publicat tenia algun mèrit literari. Per aquest motiu, molts crítics i experts literaris van ser convocats pel tribunal en l'històric judici R vs. Penguin Books Ltd perquè testifiquessin que L'amant de Lady Chatterley era una obra que tenia mèrit literari i estètic.
Al final del judici, el tribunal va dictaminar que Penguin Books no era culpable, i l'any 1961 l'editorial va publicar una altra edició de la novel·la amb la dedicatòria següent: "Per haver publicat aquest llibre, Penguin Books va ser processada sota la Llei de Publicacions Obscenes del 1959 a l'Old Bailey de Londres, entre el 20 d'octubre i el 2 de novembre de 1960. Per tant, aquesta edició està dedicada als dotze membres del jurat, tres dones i nou homes, que van emetre un veredicte de no culpabilitat i, d'aquesta manera, van posar la novel·la de D.H. Lawrence a disposició del públic per primera vegada al Regne Unit".

### Estats Units
Als Estats Units, L'amant de Lady Chatterley va ser censurada per les lleis d'obscenitat.L'any 1959, Grove Press va publicar la versió íntegra en aquest país, i aquesta decisió va produir un gran enrenou, ja que els EUA encara tenien lleis molt estrictes contra l'obscenitat. De fet, el servei estatal de correus va interceptar el tiratge de l'edició quan es dirigia a les llibreries.
Grove Press va interposar una demanda i el litigi va arribar fins al Tribunal Suprem. Es tracta del cas de Grove Press, Inc. contra Christenberry. Finalment, el tribunal va dictaminar que no era una obra obscena i que podia enviar-se per correu i, conseqüentment, posar-se a la venda. Aquesta sentència va impulsar un canvi fonamental en la censura als Estats Units, atès que va permetre que altres llibres prohibits, com ara Tròpic de Càncer, de Henry Miller, i Fanny Hill. Memòries d'una cortesana, de John Cleland, fossin posats en venda, i també va aconseguir que se suavitzessin les lleis contra l'obscenitat.Així, va esdevenir un precedent històric en la defensa de la llibertat d'expressió en aquest país.

### Índia
L'any 1964, Ranjit Udeshi, un dels quatre socis de Happy Book Stall, situada a Bombai, va ser demandat juntament amb els seus companys per vendre còpies sense censura de L'amant de Lady Chatterley en virtut de la secció 292 (càstig per vendre materials obscens) del Codi Penal de l'Índia. S'iniciava així el cas de Ranjit D. Udeshi vs. l'Estat de Maharashtra.
L'acusat va argumentar que la secció 292 del Codi Penal anava en contra del dret de llibertat d'expressió que recollia la Constitució de l'Índia. A més, també es va citar que a l'hora d'avaluar el mèrit literari d'una obra, s'ha de fer valorant la seva totalitat i no només aquells fragments que poden semblar obscens quan són llegits aïlladament.
El Tribunal Suprem de l'Índia es va basar en el "Test de Hicklin" per tal de diferenciar entre obscenitat i art. Aquesta prova va ser establerta per la cort anglesa l'any 1868 en el cas de Regina vs. Hicklin. En aquest cas, el tribunal va analitzar com establir una prova d'oscenitat i va declarar que tot aquell material que tendeixi a depravar i corrompre els que tenen la ment oberta a aquestes influències immorals havia de ser considerat com a obscè, independentment del seu mèrit artístic o literari. Així, el Tribunal Suprem de l'Índia va seguir el mateix raonament i va dictaminar que els acusats eren culpables en el cas de Ranjit Udeshi.
Actualment, el dret a la llibertat d'expressió no és absolut a l'Índia, ja que es pot limitar raonablement en interès de la decència o la moral pública, tal com queda esmentat a l'article 19.2 de la Constitució.

### Austràlia
A Austràlia, es va prohibir la importació de L'amant de Lady Chatterley al país, el qual va ser etiquetat com a obscè. La normativa duanera d'Austràlia impedia la importació de qualsevol publicació que es considerés que incomplia certs criteris, entre els quals hi havia els d'obscenitat, blasfèmia i sedició. Així, les obres de caràcter obscè van ser considerades especialment ofensives.
La lluita contra l'obscenitat al país es va estendre més enllà de l'abast de la duana, atès que la censura va funcionar tant a escala estatal com de la Commonwealth. Mentre que les duanes van prohibir la importació de llibres obscens, en l'àmbit estatal les forces policials es van mantenir al corrent de les publicacions locals i assaltaven llibreries que sospitaven que podien tenir obres obscenes. A Austràlia, consideraven que una obra obscena era aquella que tenia el poder de corrompre la moral dels lectors i desviar-los d'alguna manera. Aquest sentiment era compartit per l'interventor general de duanes de l'any 1946, J.J. Kennedy:
«El Departament té el deure definit de protegir la moral de la comunitat mitjançant l'exercici de la censura. […] Hi ha una campanya insidiosa per glorificar la promiscuïtat i donar visibilitat a delictes sexuals. Això segur que influeix de manera desfavorable en les ments immadures i, em temo, crea desitjos que condueixen a cometre delictes antinaturals».

### Japó
El juny de 1950 es va establir un nou òrgan d'autoregulació al Japó, anomenat Comitè de Moral Editorial, Shuppan Butsu Fuki Iinkai. Aquest es va constituir poc després de la publicació a la primavera d'aquell mateix any de la primera traducció al japonès de L'amant de Lady Chatterley. El llibre de D.H. Lawrence va ser traduït al japonès per Sei Ito i va ser publicat per Oyama Publishing.
La publicació de la traducció va posar a prova aquestes noves lleis i es va acabar celebrant un judici perquè es considerava que el contingut de l'obra era obscè. El judici va arribar fins al Tribunal Suprem del Japó, establint un precedent legal que va durar dècades.
En aquest primer judici per obscenitat de la postguerra, el Tribunal Suprem va definir l'obscenitat com a "qualsevol cosa innecessàriament estimulant sexualment, que danya la sensació normal de vergonya davant del sexe de la gent corrent, o va en contra dels bons principis morals sexuals".
Finalment, el Tribunal Suprem va dictaminar que diverses parts del llibre -unes 80 pàgines- eren obscenes i va prohibir la publicació d'aquests fragments "immorals". També va multar el traductor i l'editor i es va concloure que el sexe que es descrivia a la novel·la no era normal i era contrari als bons principis morals i sexuals.

## Traduccions al català
- Lawrence, D.H.. L'amant de lady Chatterley. Traducció: Jordi Arbonès.  Viena, juny del 2024 (Club Victòria, 15). ISBN 978-84-1947-455-1.[11]

## Adaptacions cinematogràfiques i televisives
La novel·la de D.H. Lawrence ha estat traslladada al cinema i a la televisió en múltiples ocasions, entre les quals destaquen:
- L'amant de Lady Chatterley (1955), film dirigit per Marc Allégret i protagonitzat per Danielle Darrieux, Leo Genn i Erno Crisa.
- Young Lady Chatterley (1977), pel·lícula dirigida per Alan Roberts i protagonitzada per Harlee McBride, Peter Ratray i William Beckley.
- Lady Chatterley's lover (1981), film dirigit per Justin Jaeckin i protagonitzat per Sylvia Kristel, Shane Briant i Nicholas Clay.
- Lady Chatterley (1993), minisèrie de televisió de la BBC dirigida per Ken Russell i protagonitzada per Joely Richardson, Sean Bean i James Wilby.
- Lady Chatterley (2006), pel·lícula dirigida per Pascale Ferran i protagonitzada per Marina Hands, Jean-Louis Coullo'ch i Hippolyte Girardot.
- Lady Chatterley's Lover (2015), pel·lícula per a televisió (BBC) dirigida per Jed Mercurio i protagonitzada per Richard Madden, Holliday Grainger i James Norton.
- Lady Chatterley's Lover (2022), film original de Netflix dirigit per Laure de Clermont-Tonnerre i protagonitzat per Emma Corrin, Jack O'Connell i Joely Richardson.